# Дворецкий, Марк Израилевич
Марк Изра́илевич Дворе́цкий (9 декабря 1947, Москва — 26 сентября 2016, Москва) — советский и российский шахматист, международный мастер (1975), заслуженный тренер СССР (1990), РСФСР (1979) и Грузии (1981). Чемпион Москвы (1973). Участник финалов чемпионатов СССР (1967, 1974 и 1975). Победитель международных турниров в Полянице-Здруй (1973) и Вейк-ан-Зее (турнир «Б», 1975). Заслуженный тренер ФИДЕ (2004). 
Воспитал трёх чемпионов мира среди юношей — Валерия Чехова, Артура Юсупова и Сергея Долматова, работал с двукратным чемпионом мира среди юношей Алексеем Дреевым. Тренировал также претендентку на мировое первенство Нану Александрия.
Похоронен на Донском кладбище.

## Биография

### Начало карьеры
Начал заниматься шахматами в Доме пионеров Калининского района у перворазрядника Андрея Смышляева. На Спартакиаде второразрядников 1963 года выполнил норму первого разряда. С начала 1964 года до окончания 444-й математической школы в 1966 году занимался во Дворце пионеров на Ленинских горах у Александра Рошаля и Владимира Симагина. Трижды возглавлял команду своей школы на первенстве Москвы среди школ, причём команда Дворецкого дважды становилась чемпионом. В мае 1965 на турнире перворазрядников перевыполнил норму кандидата в мастера, осенью занял третье место в турнире сильнейших кандидатов, затем — третье место в четвертьфинале первенства Москвы, а весной 1966 разделил 1-2-е места в полуфинале первенства Москвы (9,5 очка из 13 без поражений), перевыполнив норму мастера на полтора очка. Летом 1966 в Стокгольме принял участие в матче юношеских сборных СССР и Скандинавии на 4-й доске (на 6-й играл 15-летний Анатолий Карпов).
Осенью 1966 (после поступления в МАИ, откуда затем перешёл в МГУ на отделение математических методов анализа экономики) принял участие в командном первенстве СССР за «Спартак» на второй юношеской доске, где состоялось знакомство с чемпионом мира Тиграном Петросяном. В начале 1967 неудачно выступил в отборочном турнире к юношескому чемпионату мира. Летом того же года на сборе команды Москвы перед Спартакиадой народов СССР познакомился с Михаилом Ботвинником. В полуфинале Спартакиады выступил с результатом +1, в финале все партии завершил вничью. Осенью 1967 показал на первенстве Москвы высокий результат (9 очков из 13) и получил право выступить в финале чемпионата СССР. Турнир проводился по швейцарской системе, поэтому Дворецкому не пришлось столкнуться с действительно сильными противниками и удалось набрать 50 % очков. Затем принял участие в двух турнирах молодых мастеров и оба раза выступил неудачно. После этого решил сконцентрироваться на учёбе в вузе и перестал участвовать в турнирах.

### Пик достижений
В 1966 году получил от Григория Гольдберга приглашение поступить на только что основанное им шахматное отделение в ГЦОЛИФК, но отклонил его. В 1970—1971 гг. работал тренером-почасовиком в ГЦОЛИФКе, а в 1972 поступил в штат института. Тогда же возобновил карьеру шахматиста и сразу же выиграл турнир в Вильянди (11 очков из 13), опередив трёх гроссмейстеров, в том числе экс-чемпиона мира Михаила Таля. Затем последовал ещё один успех — победа на чемпионате Москвы 1973 года (+8-0=7). Вскоре после этого был приглашён на матч-турнир сборных СССР, где сыграл на 9-й доске за молодёжную команду, сведя вничью две партии с Паулем Кересом и две партии с Леонидом Шамковичем. В июле 1973 разделил 4-5-е места в полуфинале чемпионата СССР в Воронеже и завоевал путёвку в первую лигу. В августе разделил 1-2-е места на своём первом международном турнире — Мемориале Акибы Рубинштейна в Полянице-Здруй (Польша), где выполнил первую норму международного мастера. Осенью 1973 выступил в первой лиге чемпионата СССР с результатом +2-1=14, сохранив право выступить в первой лиге и в следующем году. В первой лиге чемпионата СССР 1974 в Одессе разделил 2-4-е места и завоевал путёвку в высшую лигу. Все высшие места на этом турнире заняли мастера, оставив позади гроссмейстеров. Но в то время выезд советских шахматистов за рубеж был ограничен, поэтому получить звание гроссмейстера было сложно даже для хорошо игравшего мастера. В декабре 1974 выступил в высшей лиге чемпионата СССР в Ленинграде, разделив 5-7-е места, но отстав от победителей всего на 1 очко. Единственное поражение потерпел от Таля, за что экс-чемпион удостоился приза «За лучшую партию турнира». С целью выполнить вторую норму международного мастера Дворецкий в начале 1975 года участвует в группе «Б» международного турнира в Вейк-ан-Зее, где набирает 12 очков из 15 и занимает 1-е место. Этот турнир становится пиком шахматных достижений Дворецкого как игрока.

### Тренерская деятельность
Осенью 1974 года, будучи штатным преподавателем ГЦОЛИФКа, получил приглашение от Виктора Корчного помочь ему в подготовке к финальному матчу претендентов с Карповым.

## Спортивные достижения
| Год  | Город     | Тур                 | + | − | =  | Очки     | Место |
| ---- | --------- | ------------------- | - | - | -- | -------- | ----- |
| 1967 | Харьков   | 35-й чемпионат СССР | 4 | 4 | 5  | 6½ из 13 | 58—70 |
| 1974 | Ленинград | 42-й чемпионат СССР | 3 | 1 | 11 | 8½ из 15 | 5—7   |
| 1975 | Ереван    | 43-й чемпионат СССР | 2 | 4 | 9  | 6½ из 15 | 11    |

## Книги
1. «Искусство анализа» Издательство: «Физкультура и спорт», Москва, 1989 г., 192 стр. ISBN 5-278-00157-7
2. «Комбинационная игра» Издательство: «Факт», Харьков, 2002 г., 255 стр. ISBN 966-637-061-1
3. «Учебник эндшпиля Марка Дворецкого» Издательство: «Факт», Харьков, 2006 г., 496 стр. ISBN 966-637-461-7
4. «Книга для друзей и коллег. Том 1. Профессия — тренер» Издательство: «Издатель Андрей Ельков», Москва, 2012 г., 456 стр. ISBN 978-5-9902352-5-0
5. «Книга для друзей и коллег. Том 2. Размышления о профессии» Издательство: «Издатель Андрей Ельков», Москва, 2012 г., 386 стр. ISBN 978-5-9902352-9-8
6. «Трагикомедии в эндшпиле» Издательство: «Типография „Новости“», Москва, 2013 г., 272 стр. ISBN 978-5-88149-620-3
7. «Помни о сопернике! Том 1» Издательство: «Типография „Новости“», Москва, 2013 г., 192 стр. ISBN 978-5-88149-618-0
8. «Помни о сопернике! Том 2» Издательство: «Типография „Новости“», Москва, 2013 г., 288 стр. ISBN 978-5-88149-619-7
9. «Сборник тестов Марка Дворецкого» Серия: «Библиотека РШФ», Москва, 2017 г., 240 стр.
10. «Развитие творческого мышления шахматиста» Издательство: «Фолио», Харьков, 1997 г., 240 стр.[6]
11. «Позиционная игра» Издательство: «Фолио», Харьков, 1997 г., 272 стр.[6]
12. «Техника в шахматной игре» Издательство: «Фолио», Харьков, 1998 г., 224 стр.[6]
13. «Секреты дебютной подготовки» Издательство: «Фолио», Харьков, 1998 г., 288 стр., 2-е изд., испр. и доп.[6]
14. «Методы шахматного обучения» Издательство: «Фолио», Харьков, 1997 г., 272 стр.[6]
15. «Школа будущих чемпионов» Издательство: «Сфинкс», 2001 г., 256 стр. ISBN 5-87132-001-5[6]
16. Дворецкий М. И., Перваков О. В. «Этюды для практиков» Издательство: ОАО «Типография „Новости“», Москва, 2009 г. ISBN 978-5-88149-331-8
17. Школа высшего мастерства